# انفراق (طب)
الانفراق أو الابتعاد (بالإنجليزية: Diastasis) هو مُصطلح في علم الأمراض يُقصد به انفصال أجزاء من الجسم كانت متصلة طبيعيًا، مِثل انفصال بعض عضلات البطن أثناء الحمل أو انفصال العظام القريبة دون كسر.